# 山仁ジャンクション
山仁ジャンクション（サニンジャンクション）は大韓民国慶尚南道咸安郡にある南海高速道路（10号線）と南海高速道路第一支線（102号線）を結ぶジャンクションである。本線料金所が設置されている。南海高速道路第一支線から南海高速道路への進入、南海高速道路から南海高速道路第一支線（馬山方面）への進入はできない。

## 接続する路線

### 中部内陸高速道路方面
- 南海高速道路（30番）

### 馬山・昌原方面
- 南海高速道路第一支線（1番）

## 隣
南海高速道路
- (29) 咸安IC - (30) 山仁JCT - (31) 漆原JCT

南海高速道路第一支線
- (1) 山仁JCT - (2) 内西JCT・IC